# Reacție Ciugaev
Reacția de eliminare Ciugaev este o reacție organică ce constă într-o reacție de eliminare a apei din alcooli cu obținerea de alchene. Reacția decurge printr-un intermediar de tip xantat. Denumirea sa provine de la descoperitorul ei, chimistul rus Lev Aleksandrovici Ciugaev (1873-1922), care a descris pentru prima dată reacția în anul 1899. De exemplu:

## Mecanism de reacție
În prima etapă, are loc formarea unei sări xantat sau xantogenat din alcoxid și sulfură de carbon (CS2). Ulterior adiției de iodometan, alcoxidul este transformat în xantogenat de metil:
La aproximativ 200 °C, are loc formarea alchenei în urma unui proces de eliminare intramoleculară. Prin intermediul unei stări de tranziție hexaciclice, atomul de hidrogen este eliminat de la atomul de carbon β și se leagă de atomul de oxigen din xantogenat (sin-eliminare). Produsul secundar se descompune la sulfură de carbonil (OCS) și metantiol:
Mecanismul de reacție poate fi rezumat în următoarea succesiune de reacții (5 - xantogenat de metil; 6 - intermediar de tranziție hexaciclic):